# Кочующее огневое средство
Кочу́ющее огнево́е сре́дство — артиллерийское подразделение (батарея, взвод) или отдельное огневое средство (артиллерийское орудие, танк, миномёт), выделенное командованием для введения противника в заблуждение относительно системы огня в обороне и количества имеющихся сил путём последовательного ведения огня с нескольких огневых позиций. Количество таких огневых средств, их калибры и объём используемых боеприпасов определяются в зависимости от текущей тактической обстановки и объёма поставленных огневых задач. В некоторых ситуациях кочующие огневые средства могут быть полезны для провоцирования противника и обнаружения разведкой его артиллерии.
Обычно, для каждого кочующего огневого средства устанавливается время и порядок ведения огня, подготавливается 4—5 огневых позиций и определяется порядок их смены. Огонь с каждой огневой позиции наносится по тем целям, которые определяет артиллерийское командование, после чего огневые средства используют заранее подготовленные маршруты для скрытного перемещения на новое место.
Тактика использования кочующих огневых средств мобильными разведывательно-диверсионными группами в тылу противника считается одним из эффективных методов подрыва морально-психологического состояния личного состава противника.

## «Стреляй и беги»
«Стреляй и беги» (Shoot-and-scoot)— тактика боя мобильной артиллерии, заключающаяся в уходе с огневой позиции сразу после выстрела из-за возможного контрбатарейного огня противника.
На современном поле боя действует ряд электронных устройств, способных точно обнаруживать огонь в режиме реального времени. К ним относятся, например, американские противоартиллерийские радары Raytheon AN/TPQ-53 Quick Reaction Capability Radar и Hughes AN/TPQ-37 Firefinder , российские системы «Меркурий-БМ», 1Л219М «Зоопарк-1» , 1Б75 «Пенициллин» , 1Л271 «Аистёнок». и другие. Поэтому гаубица, пушка, миномет или ракетная установка могут стрелять лишь ограниченным количеством снарядов или ракет, после этого значительно возрастает риск ответного огня противника и последующего вмешательства его собственной техники.
Тактика «стреляй и беги» — это контрмеры, такие как "MRSI" (одновременное попадание нескольких снарядов) или управляемые боеприпасы. MRSI — это способность артиллерийского орудия поражать цель одновременно несколькими выстрелами. Эти ракеты летят по разным траекториям с разной скоростью. Управляемые (или умные) боеприпасы очень точны и эффективны, но в то же время очень дороги.